# După furtună
După furtună este o poezie scrisă de George Coșbuc, publicată în 1902 în volumul Ziarul unui pierde-vară.

## Legături externe
- Poezia După furtună la wikisursă